# Yellowman

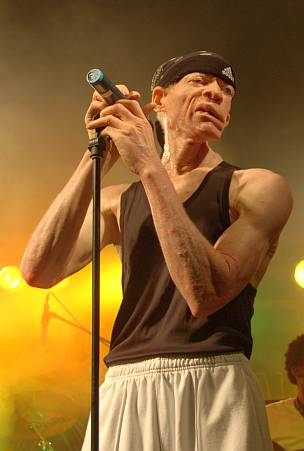

Yellowman, nome artístico de Winston Foster (Negril, Jamaica, 15 de janeiro de 1956), é um DJ jamaicano de ragga e dancehall. É considerado o primeiro ícone do dancehall.

## Biografia e carreira
Yellowman foi abandonado pelos pais ao nascer e foi criado no orfanato Maxfield em Kingston. Sua condição de albino trouxe muito preconceito desde o começo, sendo seu principal refúgio a música. Suas maiores influências vêm de deejays como U-Roy.

Já adolescente, consegue um emprego como DJ substituto no Gemini Sound System. Seu estilo único de vestir-se, juntamente com sua aparência e seu talento indiscutível, fizeram-no rapidamente um sucesso. Suas rimas altamente satíricas, versando sobre sua cor de pele e seus casos com as mulheres logo ficaram famosas. Com sua performance de palco altamente energética e empolgante atrai muitos fãs. 

Em 1979, ele vence o aclamado Tastee Talent Contest. Yellowman gravou muitos singles e álbuns durante os anos 80, chegando a lançar mais de quarenta singles e cinco álbuns em um mesmo ano. 

Sua fama internacional chegaria em 1982 com o álbum "Mister Yellowman", produzido por Henry "Junjo" Lawes. Em muitas de suas futuras composições Yellowman teve a colaboração do deejay/toaster Fathead. 

Em 1983, ele assina com a gravadora CBS Records. Entretanto, o álbum "King Yellowman", com misturas muito variadas, não atinge o sucesso esperado. Então, Yellowman assina com a Shanachie Records onde fica até 1986, quando assina com a gravadora RAS Records.

Neste ano, Yellowman foi diagnosticado com câncer de garganta e dado pelos médicos apenas seis meses de vida. Após intenso tratamento e cirurgia, consegue-se recuperar totalmente. Continua sua carreira com letras ainda mais controversas, tentando recuperar seu sucesso frente ao surgimento de muitos novos artistas de dancehall.
No começo dos anos 90, é diagnosticado com câncer de pele. Depois de superar mais uma vez a doença, Yellowman decide voltar-se mais para a espiritualidade e assuntos sociais. Em 1997, passa a gravar pelo selo Artists Only.

## Discografia

### Álbuns
- Them A Mad Over Me (1981, Channel One Records)
- Mister Yellowman (1982)
- King Mellow Yellow Meets Yellowman (1982, Jam Rock Records)
- Duppy Or Gunman (1982, Volcano Records)
- Supermix (1982, Volcano Records)
- Bad Boy Skanking (1982, Greensleeves Records)
- The Yellow, The Purple & The Nancy (1982, Greensleeves Records)
- Live At Aces (1982, VP Records)
- Jack Sprat (1982, GG's Records)
- One Yellowman (1982, Hitbound Records)
- Divorced (For Your Eyes Only) (1982)
- Superstar Yellowman Has Arrived With Toyan (1982)
- Zungguzungguguzungguzeng (1983)
- Live At Kilamanjaro (1983, Hawkeye Records)
- King Yellowman (1983)
- Nobody Move, Nobody Get Hurt (1984)
- Operation Radication (1984, Top 1000 Records)
- Galong Galong Galong (1985)
- Blueberry Hill (1987)
- Yellow Like Cheese (1987)
- Yellowman Rides Again (1988)
- A Feast of Yellow Dub (1990)
- Party (1991)
- One In A Million (1991, Shanachie Records)
- Reggae on the Move (1992)
- Prayer (1994)
- Message to the World (1995)
- Freedom of Speech (1997)
- RAS Portraits – Yellowman (1997)
- A Very, Very, Yellow Christmas (1998)
- Yellow Fever (1999)
- New York (2003)
- Just Cool (2004)
- Round 1 (2005)

### Singles
- Well Colour Full (Extended Mix) (1981, Witty Records)
- I'm Getting Married (Extended Mix) (1982, Jah Guidance)
- Operation Radication (1982, Joe Frasier USA)
- Mr. Chin (1982, Volcano Records)
- It No Right (Extended Mix) (1983, Volcano Records)
- Nobody Move Nobody Get Hurt (1984, Greensleeves Records)
- Rub And Go Down (1984, Greensleeves Records)
- Walking Jewellery Store (1986, Power House Records)